# Тальмень (озеро)
Тальме́нь (устар. Тайменье, Тайменьское, Тальменье, Тальменное) — морено-подпрудное озеро ледникового происхождения в долине реки Озёрной на западе Катунского хребта. Самое крупное озеро в бассейне верхней Катуни. Памятник природы. Находится на юго-востоке Усть-Коксинского района в Республике Алтай.
Цвет воды зелёный со слегка мутноватым оттенком, что объясняется ледниковым питанием озера рекой Тальменкой.

## География
Озеро Тальмень находится в центре Азии, в России, в Алтайских горах на высоте 1570 м над уровнем моря. Длина 5420 м, ширина 1080 м, площадь водного зеркала 3,9 км². Площадь водосборного бассейна — 117 км². Высота над уровнем моря — 1531 м.
Восточный берег пологий, густо порос лиственничным лесом с примесью кедра. Тропа вдоль озера здесь слабо выражена, находится в зарослях. Западный берег крутой, с лиственничным редколесьем и высокотравными субальпийскими лугами, имеются участки отвесных скал с высотой до 100 м. Северный берег — низменная заболоченная долина реки Тальменка.
Глубина резко возрастает с юго-восточного и северо-западного берегов. На расстоянии 50—60 м от берега, глубина здесь составляет около 40 м. Наибольшая глубина — 68 м в центре озера. Глубинную часть озера заполняет темно-серый ил. Озеро прозрачно на глубину 3,2 м. Зеленовато-бирюзовый слегка мутноватый цвет вода имеет из-за мелких частичек, которые несет река Тальменка с ледников Катунского хребта.
Из озера вытекает река Озёрная, прорезая моренный вал, подпирающий озеро в юго-западной части.

### Климат
Климат континентальный. Средние температуры января в высокогорье −17 −20 °C, в речных долинах: −19 — −23 °C. Температуры июля от +6 — +10 °C до 14 — 16 °C. Поверхностные слои озера летом могут прогреваться до +17 °C. Средняя годовая сумма осадков 700—1200 мм.

### Растительный и животный мир
Животный мир довольно скуден по причине большой высоты, холодного климата и близости очагов современного оледенения. В приозёрной тайге из млекопитающих (всего 27 видов)  встречаются: соболь, рысь, белка, волк, летом — медведь, марал; из птиц встречаются: глухарь, рябчик, алтайский улар, беркут, сапсан, балобан и др. В вытекающей из озера реки Озерной встречается выдра; большое количество бабочек, в том числе занесённых в Красную книгу. Рыба: хариус, таймень, налим. Ранее озеро являлось стацией ускуча — реликта ледникового времени, поднимавшегося из Катуни по Озёрной. В районе озера проходит западная граница распространения редкого вида – снежного барса.
В районе озера произрастает 15 видов растений, занесённых в Красную книгу, например, родиола морозная, четырёхраздельная и розовая (золотой корень), кандык сибирский, лук алтайский, аконит ненайденный и др.

## Версии происхождения названия
Существует несколько версий названия. По одной из них, выдвинутой старожилами села Тихонькая Усть-Коксинского района, название связано с тем, что когда-то здесь проживал беглый каторжник по прозвищу Талмен или Таймень. По другой версии первые землепроходцы были поражены обилием в озере рыбы, которая была ошибочно принята ими за тайменя.

## Охрана озера
В 1978 году утверждено как памятник природы Горно-Алтайской автономной области. Статус подтверждён Постановлением Правительства Республики Алтай от 16 февраля 1996 года. В границы охраняемого объекта входят: акватория озера и прибрежная полоса суши шириной 50 м.
С 1991 года озеро располагается в охранной зоне Катунского заповедника, являющегося частью объекта Всемирного наследия ЮНЕСКО «Золотые горы Алтая».
Несмотря на то, что и озеро и прилегающая к нему местность располагаются в пределах территории относящейся к Катунскому заповеднику, на озере ведётся коммерческая рекреационная деятельность, нарушающая законодательство об охране природы: постройки турбазы находятся в пределах водоохранной зоны памятника природы, отсутствуют очистные сооружения и хранилища для отходов, вылов рыбы привёл к сокращению видового разнообразия и численности ихтиофауны, в озеро искусственно запущены пелядь, форель и сиг.
В целом состояние озера обуславливается как нарушением законодательства в области использования памятников природы так и нарушением законодательства охранных зон Заповедников (запрет на строительство любых сооружений не поддерживающих функционирование Заповедников).